# 張猛 (西漢)
张猛（？—？），字子游，汉中郡成固县（今陕西省城固县）人，汉朝军事人物，张骞之孙。

## 生平
张猛早年从学于周堪。汉元帝时，担任光禄大夫，被城门校尉诸葛丰告发。元帝下诏称诸葛丰先前赞颂张猛，今天却告发，目的只求获取功勋，于是将诸葛丰罢免，也貶张猛為槐里縣令。张猛后来出使匈奴，担任给事中。为石显诬陷后选择自杀。